# 十行
十行（じゅうぎょう）は、菩薩が修行して得られる菩薩五十二位の中、下位から数えて第21番目から第30番目の位をいう。
十住の上位にあたり十廻向の下位にあたる。菩薩が十信、十住で自利を満足したといっても、利他の行が未満なので、この十行の位でさらに修行する。十住位の終位に仏子たる印可を得た後に、さらに進んで利他の修行を完全にするために衆生を済度することに努める位。上位から真実・善法・尊重・無著・善現・離癡乱行・無尽・無瞋根・饒益・観喜の10の位階がある。
真実行（しんじつぎょう）
智慧波羅蜜を修行し、諸仏の真実の教えを学び、前の円融の徳相がすべて清浄無漏にして、一真無為の性が本来は恒常なるを観じ、衆生を済度する行。
善法行（ぜんぽうぎょう）
力波羅蜜を修行し、円融の徳相が十方諸仏の軌則を成じ、十種の身となって一切の衆生を利益する行。
尊重行（そんちょうぎょう）
願波羅蜜を修行し、前の種々現前はすべて般若観照の力であることから、六波羅蜜の中でも特に般若を尊重して一切衆生を度し、無上の菩提を成就させる行。難得行ともいう。
無著行（むじゃくぎょう）
方便波羅蜜を修行し、十方虚空に微塵を満足し、そのすべてに十方界を現じ、一切の執着を離れ、しかも一切の世間に随順する行。
善現行（ぜんげんぎょう）
般若波羅蜜を修行し、前の離癡乱をして、よく同類の中に異相を現じ、また一々の異相にそれぞれ同相を現じ、同異円融なるを観じ、一切が無相であることを智慧で観じる行。
離癡乱行（りちらんぎょう）
禅定波羅蜜を修行し、種々の法門が不同なりといっても、一切合同して差別誤解なきことを観じる行。
無尽行（むじんぎょう）
精進波羅蜜を修行し、衆生の機根に合わせてその身を現じ、三世（過去現在未来）が平等にして十方に通達し利他行が無尽なるを観じる行。
無瞋根行（むしんこんぎょう）
忍辱波羅蜜を修行し、たとえ刀杖で身に危害を加えられようとも耐え忍び、自覚覚他すれば違逆せんとする行。
饒益行（にょうやくぎょう）
戒波羅蜜を修行し、衆生と共に無上の学道を成就して、一切衆生を利益し潤す行。
観喜行（かんぎ、かんき・ぎょう）
布施波羅蜜を修行し、仏子となった菩薩が、仏如来の功徳を以って十方に随順せんとする行。